# Paca Gabaldón
Paca Gabaldón (eigentlich Maria Francisca Serrer Gabaldón; * 10. Mai 1949 in Barcelona) ist eine spanische Schauspielerin.

## Leben
Gabaldón verbrachte viele Jahre in verschiedenen Ländern, so lebte sie u. a. in der Türkei, Italien, Argentinien, Chile und Peru. Sie nahm Schauspiel-, Sprech- und Gesangsunterricht und drehte ihren ersten Film Ganarás el pan 1964 in Peru. Für etliche Filme wählte sie den international verträglicheren Künstlernamen Mari oder Mary Francis. Von 1967 an lebte sie wieder in Spanien und wirkte für das Fernsehen sowohl als Schauspielerin wie als Moderatorin verschiedener Shows. Später wandte sie sich dem Theater zu und trat einige Jahre fast ausschließlich auf der Bühne auf, was sie bis heute, mit beruflichen Ausflügen auf die kleine und große Leinwand, tut.